# فلاندرن
فلاندرن (به انگلیسی: Phellandrene) با فرمول شیمیایی C۱۰H۱۶ یک ترکیب شیمیایی است. که جرم مولی آن 136.24 g/mol می‌باشد. شکل ظاهری این ترکیب، روغن بی‌رنگ است.